# Interjet
Interjet era una compagnia aerea a basso costo messicana con sede a Città del Messico mentre il suo hub principale è l'Aeroporto Internazionale di Città del Messico.Chiude i servizi nel 2021

## Storia
Interjet ha iniziato le operazioni di volo nel 2005 con un Airbus A320-200 e successivamente ha emesso un ordine per 35 nuovi aerei dello stesso tipo. Inizialmente la maggior parte dei voli del vettore aereo erano diretti da e verso il suo hub nell'aeroporto internazionale di Toluca con 14 rotte. In seguito al fallimento di Aero California, la compagnia ha istituito diverse operazioni di volo dall'Aeroporto di Città del Messico. Il 21 luglio 2011, il vettore low-cost, ha effettuato il primo volo in Nord America utilizzando biocarburanti sulla rotta Città del Messico - Tuxtla Gutierrez, con un Airbus A320-200 avente registrazione XA-ECO. Il 2 marzo 2015, l'aerolinea ha acquisito dieci opzioni del Sukhoi Superjet 100 (SSJ100) per un valore di 350 milioni di dollari. Tuttavia a settembre 2018, a seguito dei problemi tecnici dei SSJ100, è stato riferito che Interjet stava valutando la possibilità di sostituire gli aeromobili russi con gli Airbus A320neo. Nel 2020, la compagnia aerea, ha dovuto restituire 58 aeromobili Airbus alle società di leasing; a seguito del peggioramento delle condizioni economiche della società, dovute anche alla pandemia di Covid-19. Inoltre dal 29 aprile 2020 la IATA, ha sospeso le operazioni di volo della compagnia aerea a seguito del mancato pagamento dei tributi.

## Flotta

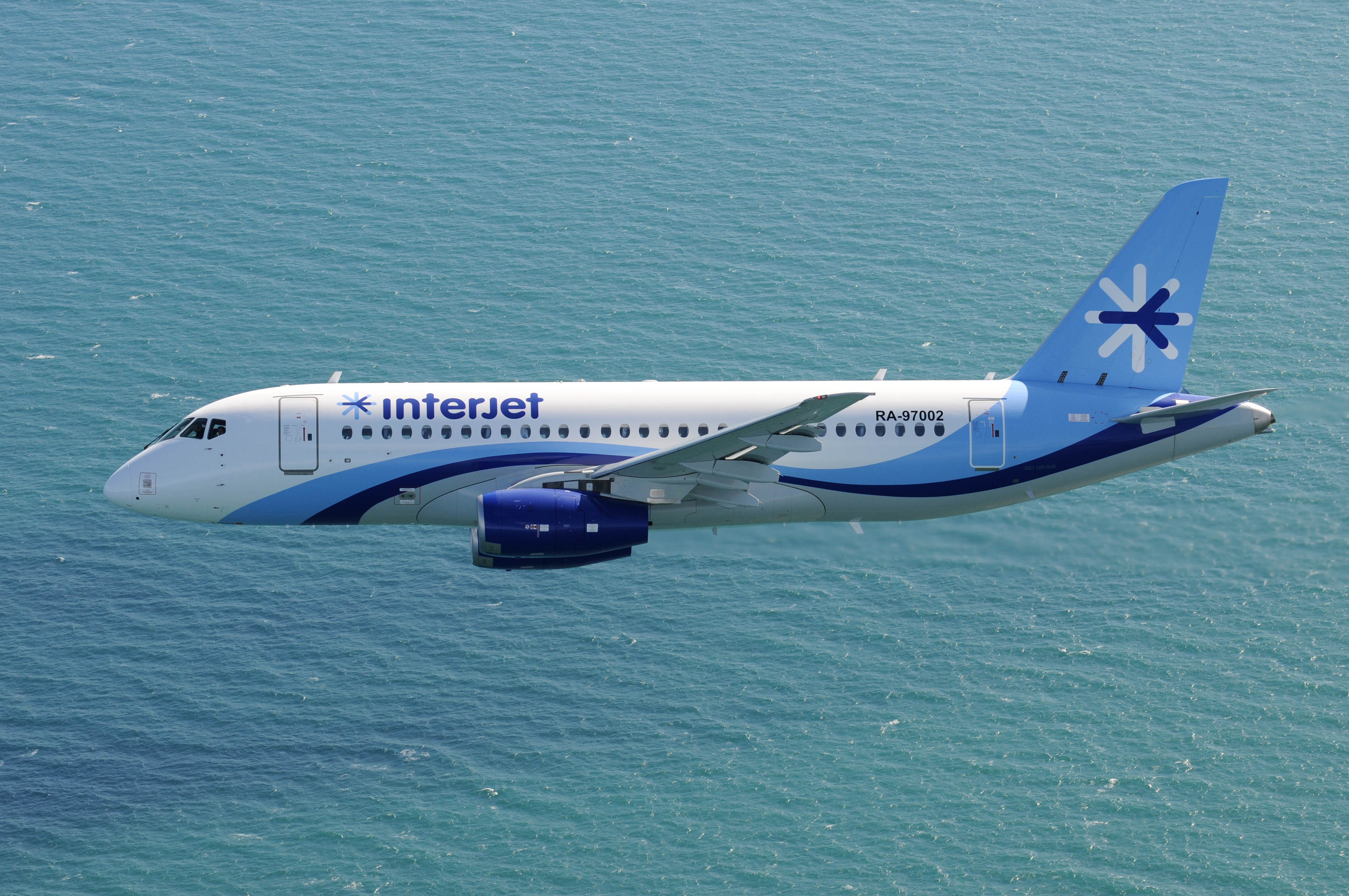
Un Sukhoï Superjet 100 di Interjet

A luglio 2020 la flotta Interjet risulta composta dai seguenti aerei:

## Flotta storica
Nel corso degli anni Interjet ha operato con i seguenti modelli di aeromobili: